# 10382 Hadamard
10382 Hadamard eller 1996 RJ3 är en asteroid i huvudbältet som upptäcktes den 15 september 1996 av den italiensk-amerikanske astronomen Paul G. Comba vid Prescott-observatoriet. Den är uppkallad efter den franske matematikern Jacques Hadamard.
Asteroiden har en diameter på ungefär 4 kilometer.